# Cirié
Cirié (piemonti nyelven Siriè vagy Ciriè) egy olasz község Piemont régióban, Torino megyében.

## Látványosságok
- Palazzo D'Oria
- Villa Remmert
- a Via Vittorio Emanuele II árkádjai
- San Giovanni Battista dóm
- San Giuseppe templom
- San Martino di Liramo templom
- Santo Sudario templom
- Robaronzino kápolna

## Fordítás
- Ez a szócikk részben vagy egészben  a   Cirié című olasz Wikipédia-szócikk fordításán alapul.  Az eredeti cikk szerkesztőit annak laptörténete sorolja fel. Ez a jelzés csupán a megfogalmazás eredetét és a szerzői jogokat jelzi, nem szolgál a cikkben szereplő információk forrásmegjelöléseként.